# NRP Almirante Gago Coutinho (A523)
Le NRP Almirante Gago Coutinho (A523) est un navire océanographique de la Marine portugaise de classe Dom Carlos I. Il porte le nom de Gago Coutinho, un officier de la marine portugaise (1869-1959), et son port d'attache est la base navale de Lisbonne à Almada.
Auparavant, il était un navire de  la Stalwart-class ocean surveillance ship (en), navire de surveillance de l'United States Naval Ship (USNS) et portait le nom de USNS Assurance (T-AGOS-5).

## Historique
L'US Navy a commandé l'Assurance à  la Tacoma Boatbuilding Company (en). La pose de la quille a eu lieu à Tacoma le 16 avril 1984. Le lancement a eu lieu le  12 janvier 1985 et sa livraison  à la Military Sealift Command (MSC) le 1er mai 1985.
Comme les autres navires de la classe Stalwart, il a été conçu pour collecter des données acoustiques sous-marines à l’appui des opérations de lutte anti-sous-marine durant la Guerre froide contre les sous-marins de la Marine soviétique, à l’ aide d’un Surveillance Towed Array Sensor System (en) (SURTASS). Il opérait avec un équipage mixte de personnel de la marine américaine et de marine marchande.
Après la dislocation de l'URSS à la fin du mois de décembre 1991, mettant fin à la guerre froide, la nécessité de telles opérations de recherche a diminué. Le 6 janvier 1995, l'US Navy l'a retiré du service actif et il a été radié du Naval Vessel Register le même jour. Le 30 septembre 1999, ex-USNS Assurance a été transféré au Portugal.

## Conception
Le navire est alimenté par un système diesel-électrique de quatre groupes électrogènes Caterpillar D-398 et deux électriques General Electric de 550 cv. Ceci a produit un total de 3 200 CV de puissance sur deux arbres. Sa zone d'opération est essentiellement la côte ibérique, le golfe de Gascogne et l'océan Atlantique.
Pour ses relevés scientifiques il transporte des ROV : un Deep Ocean Eng. Phantom S2  et un Argus BATHISAURIS XL  et un système d'échantillonnage CTD...

## Galerie

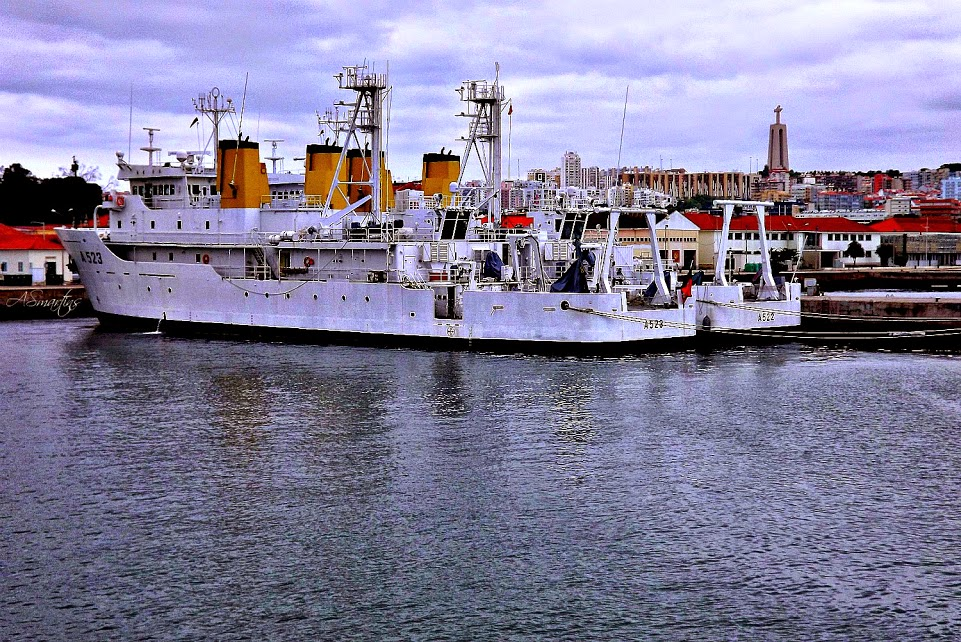
A 523 (Almirante Gago Coutinho et A 522 (Dom Carlos I)
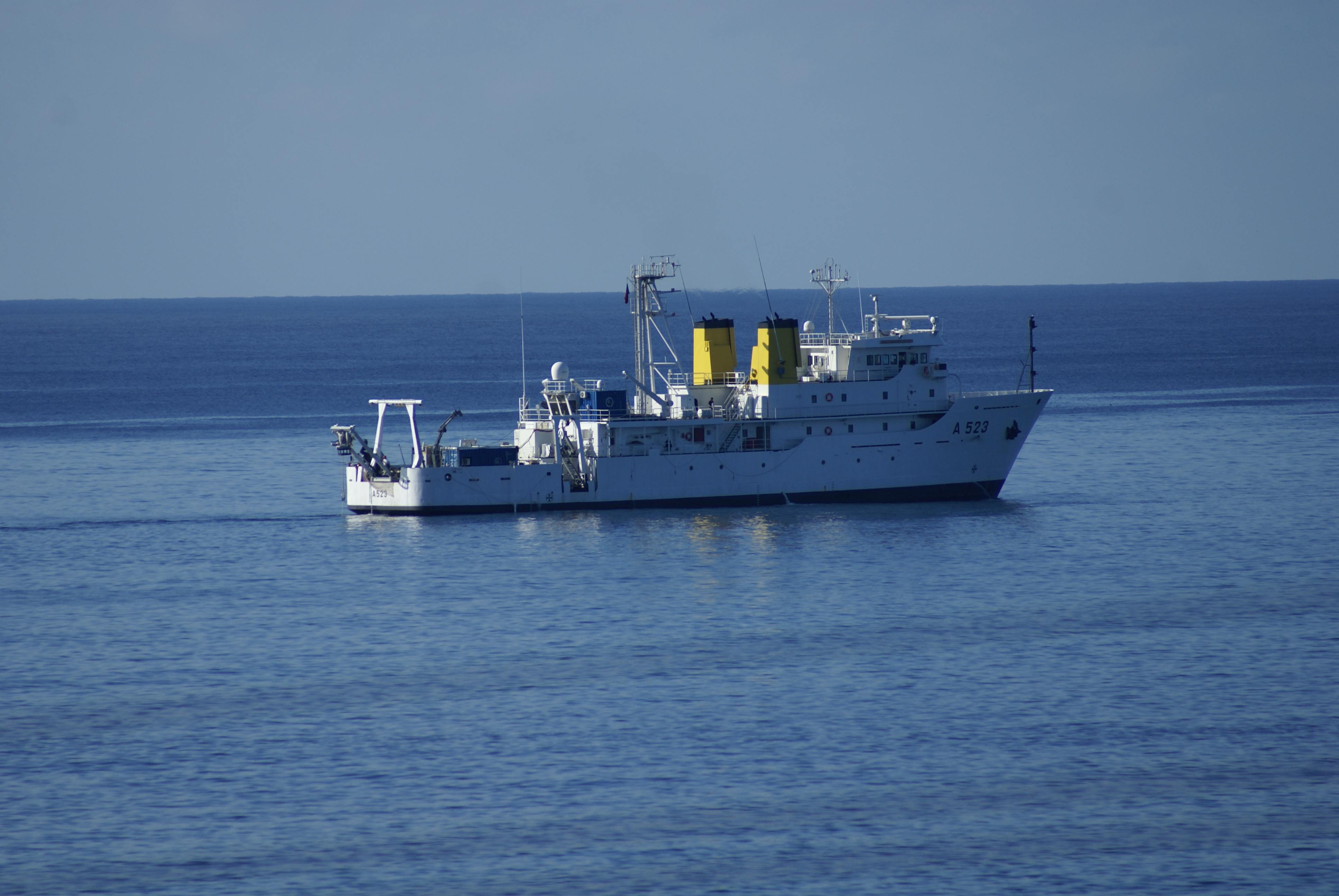
NRP Almirante G. Coutinho